# Nacionalni park Grejt Smoki Mauntins
Nacionalni park Grejt Smoki Mauntins (engl. Great Smoky Mountains National Park) jedan je od 58 nacionalnih parkova Sjedinjenih Američkih Država, smešten u dve američke savezne države, Tenesi i Severna Karolina, te kroz njega prolazi njihova granica koja se pruža od severoistoka prema jugozapadu kroz središnji deo parka. U njemu raste izuzetno velik broj biljnih vrsta (oko 3.500), uključujući 130 vrsta drveća, što je gotovo isti broj kao u celoj Evropi. U ovim nedirnutim šumama, koje predočavaju kako su nekad izgledale umerene šume pre delovanja čoveka, obitava veliki broj ugroženih životinjskih vrsta, uključujući najviše vrsta daždevnjaka na svetu. Zbog toga je Nacionalni park Grejt Smoki Mauntins upisan na Uneskov popis mesta svetske baštine u Americi 1983. godine.
Park Grejt Smoki Mauntins je sа oko 9.500.000 posetilaca godišnje najposećeniji nacionalni park u Sjedinjenim Američkim Državama.

## Prirodne odlike
Bioraznolikost nacionalnog parka Grejt Smoki Mauntins predstavlja floru i faunu umerenog klimatskog pojasa koja je preživela ledena doba pleistocena, uključujući najveće ostatke arkto-tercijarne geoflore (od kasnog mezozoika do polovine kenozoika) na svetu. Zahvaljujući tome, može se istraživati pojava flore kasnog pleistocena, ali i njezina evolucija. Bioraznolikost parka je veća od ekosustava umerenog pojasa sličnih veličina, a njegova nedirnutost je jedinstvena. U njemu raste najveća šuma crvene smreke (Picea rubens) na svetu.
Takođe, gorje Grejt Smoki je tokom ledenog doba bilo sklonište mnogim životinjama, pa danas u njemu živi veliki broj endemskih vrsta (njih oko 50 vrsta), uključujući najveći broj endemskih vrsta mekušaca u SAD-u i najveći broj vrsta daždevnjaka na svetu. Tu obitava i nekoliko vrsta šišmiša i preko 200 vrsta ptica, te 70 vrsta riba, te mnogi pauci insekti, uključujući preko 100 vrsta tulara i obalčara.
Neke ugrožene vrste u parku su: endemiska biljka Noturus baileyi; te sisari: vapiti, sivi vuk, severna leteća veverica (Glaucomys sabrinus), šišmiš Myotis sodalis; i druge vrste kao što su: velika rogata sova (Bubo virginianus), endemski zeleni daždevnjak Aneides aeneus i endemska riba Noturus flavipinnis.

## Istorija
Arheološki lokaliteti u nacionalnog parka Grejt Smoki Mauntins su dokazali kako su praistorijski ljudi, koji su naseljavali ovo područje pre 15.000 godina, bili lovci-sakupljači. U parku postoje dokazi 4 velike pretkolumbovske indijanske kulture: paleoindijanci (18000. pne.-8000. pne.), arhajske američke kulture lovaca-sakupljača (8000 pne.-2000 pne.), prelazna kultura šumskih indijanaca (1000. pne.-1000. god.) i Misisipijska kultura poljoprivrednika (800—1500). Posebno je važno 150 arheoloških lokaliteta kultura šumskih indijanaca sa prvim dokazima poljoprivrede na poplavljenim ravnicama, te naseljima od gipsa i kamena mirabilita (natrijum sulfat) na ulazu u pećine.
Današnje prostorije uprave parka su uglavnom nastale od sredine 19. veka do 1920-ih, uključujući mnoge brvnare koje su istorijski i kulturni spomenici SAD. One su nastale u vreme eksploatacije šalitre sa zidova pećina u parku, a koja je bila neophodna za proizvodnju baruta u fabrikama koje su nastale od 1809. do 1819. godine. Od privremenih naselja rudara su u parku sačuvane tri crkve i 14 grobalja, koji se još uvek koriste. Nacionalni park Grejt Smoki Mauntins je osnovan 22. maja 1926. sredstvima federalnih rezervi, a 1976. godine je postao rezervat biosfere. Iako u parku nema stalnih stanovnika, oko 1,740 ljudi živi u pojasu prelaznog područja oko parka. Samo 25% njih se smatra urbaniziranim stanovništvom, te su uglavnom uključeni u poljoprivredu, turizam i uslužne delatnosti.

## Geografski podaci
Ovaj nacionalni park okružuje grebensku crtu planinskog masiva Grejt Smoki koji je deo planinskog lanca Blu Ridž, a one su deo većeg gorja Apalači. Na njegovoj površini od 2.108,76 km² nalazi se 16 vrhova u nizu viših od 1.829 m, dok su manji vrhovi sa obe strane ove ose. Oni tvore nazubljene litice sa usecima između njih u obliku slova „V”, tako da tvore vodoslivni kompleks mnogih manjih planinskih potoka. U parku se nalazi 22 potoka, a kako sastav tla čine tvrde prekambrijske magmatske stijene gnajsa i škriljevca, gotovo svi teku na samoj površini tla bez usecanja u stene.

### Klima
Nacionalni park Grejt Smoki Mauntins ima Dfb (Kepenova klasifikacija klimata) - vlažni kontinentalni tip klime koji se sastoji od toplih, vlažnih leta i hladnih zima.
Park normalno ima veoma visoku vlažnost i precipitaciju, sa prosečnom količinom padavina od 55 in (1.400 mm) godišnje u dolinama do 85 in (2.200 mm) godinšnje na vrhovima. To je veća količina kiše nego bilo gde drugde u Sjedinjenim Državama izuzev Pacifičkog severozapada i delova Aljaske i Havaja. Ova oblast je isto tako generalno hladnija od predela na nižim nadmorskim visinama, te veći deo parka ima vlažnu kontinentalnu klimu koja je uporedivija sa severnijim lokacijama SAD, za razliku od vlažne subtropske klime u nizijama.
| Klima Nacionalnog parka Grejt Smoki Mauntins | Klima Nacionalnog parka Grejt Smoki Mauntins | Klima Nacionalnog parka Grejt Smoki Mauntins | Klima Nacionalnog parka Grejt Smoki Mauntins | Klima Nacionalnog parka Grejt Smoki Mauntins | Klima Nacionalnog parka Grejt Smoki Mauntins | Klima Nacionalnog parka Grejt Smoki Mauntins | Klima Nacionalnog parka Grejt Smoki Mauntins | Klima Nacionalnog parka Grejt Smoki Mauntins | Klima Nacionalnog parka Grejt Smoki Mauntins | Klima Nacionalnog parka Grejt Smoki Mauntins | Klima Nacionalnog parka Grejt Smoki Mauntins | Klima Nacionalnog parka Grejt Smoki Mauntins | Klima Nacionalnog parka Grejt Smoki Mauntins |
| Pokazatelj \ Mesec                           | .Jan.                                        | .Feb.                                        | .Mar.                                        | .Apr.                                        | .Maj.                                        | .Jun.                                        | .Jul.                                        | .Avg.                                        | .Sep.                                        | .Okt.                                        | .Nov.                                        | .Dec.                                        | .God.                                        |
| -------------------------------------------- | -------------------------------------------- | -------------------------------------------- | -------------------------------------------- | -------------------------------------------- | -------------------------------------------- | -------------------------------------------- | -------------------------------------------- | -------------------------------------------- | -------------------------------------------- | -------------------------------------------- | -------------------------------------------- | -------------------------------------------- | -------------------------------------------- |
| Maksimum, °C (°F)                            | 2,8 (37,0)                                   | 4,4 (40,0)                                   | 8,3 (47,0)                                   | 13,9 (57,0)                                  | 17,8 (64,0)                                  | 20,6 (69,0)                                  | 21,7 (71,0)                                  | 21,1 (70,0)                                  | 18,3 (65,0)                                  | 13,9 (57,0)                                  | 8,9 (48,0)                                   | 5 (41,0)                                     | 13,06 (55,5)                                 |
| Minimum, °C (°F)                             | −6,7 (20,0)                                  | −5,6 (22,0)                                  | −2,2 (28,0)                                  | 2,8 (37,0)                                   | 7,2 (45,0)                                   | 11,1 (52,0)                                  | 12,8 (55,0)                                  | 12,8 (55,0)                                  | 10 (50,0)                                    | 4,4 (40,0)                                   | −1,1 (30,0)                                  | −3,9 (25,0)                                  | 3,47 (38,3)                                  |
| Količina kišemm (in)                         | 157 (6,2)                                    | 132 (5,2)                                    | 157 (6,2)                                    | 152 (6,0)                                    | 152 (6,0)                                    | 152 (6,0)                                    | 193 (7,6)                                    | 114 (4,5)                                    | 147 (5,8)                                    | 109 (4,3)                                    | 170 (6,7)                                    | 191 (7,5)                                    | 1,826 (72)                                   |
| Količina snega, cm (in)                      | 42,2 (16,6)                                  | 46 (18,1)                                    | 42,7 (16,8)                                  | 16,8 (6,6)                                   | 2,8 (1,1)                                    | 0 (0,0)                                      | 0 (0,0)                                      | 0 (0,0)                                      | 0 (0,0)                                      | 4,8 (1,9)                                    | 15,5 (6,1)                                   | 36,3 (14,3)                                  | 207,1 (81,5)                                 |
| Dani sa kišom                                | 11,0                                         | 9,0                                          | 11,0                                         | 10,0                                         | 11,0                                         | 12,0                                         | 14,0                                         | 11,0                                         | 8,0                                          | 8,0                                          | 8,0                                          | 10,0                                         | 123                                          |
| Dani sa snegom                               | 7,0                                          | 6,0                                          | 5,0                                          | 2,0                                          | 0,0                                          | 0,0                                          | 0,0                                          | 0,0                                          | 0,0                                          | 0,0                                          | 2,0                                          | 5,0                                          | 27                                           |
| Sunčani sati — dnevni prosek                 | 5,0                                          | 5,0                                          | 7,0                                          | 8,0                                          | 9,0                                          | 9,0                                          | 9,0                                          | 8,0                                          | 7,0                                          | 7,0                                          | 5,0                                          | 4,0                                          | 6,9                                          |
| Sunčano vreme — mesečni procenti             | 50                                           | 45                                           | 58                                           | 62                                           | 64                                           | 60                                           | 64                                           | 62                                           | 58                                           | 64                                           | 50                                           | 40                                           | 56,4                                         |
| Izvor: Atlas vremenskih prilika              |                                              |                                              |                                              |                                              |                                              |                                              |                                              |                                              |                                              |                                              |                                              |                                              |                                              |

| Klimatski podaci za Nacionalni park Grejt Smoki Mauntins | Klimatski podaci za Nacionalni park Grejt Smoki Mauntins | Klimatski podaci za Nacionalni park Grejt Smoki Mauntins | Klimatski podaci za Nacionalni park Grejt Smoki Mauntins | Klimatski podaci za Nacionalni park Grejt Smoki Mauntins | Klimatski podaci za Nacionalni park Grejt Smoki Mauntins | Klimatski podaci za Nacionalni park Grejt Smoki Mauntins | Klimatski podaci za Nacionalni park Grejt Smoki Mauntins | Klimatski podaci za Nacionalni park Grejt Smoki Mauntins | Klimatski podaci za Nacionalni park Grejt Smoki Mauntins | Klimatski podaci za Nacionalni park Grejt Smoki Mauntins | Klimatski podaci za Nacionalni park Grejt Smoki Mauntins | Klimatski podaci za Nacionalni park Grejt Smoki Mauntins | Klimatski podaci za Nacionalni park Grejt Smoki Mauntins |
| Mesec                                                    | Jan                                                      | Feb                                                      | Mar                                                      | Apr                                                      | Maj                                                      | Jun                                                      | Jul                                                      | Aug                                                      | Sep                                                      | Okt                                                      | Nov                                                      | Dec                                                      | Year                                                     |
| -------------------------------------------------------- | -------------------------------------------------------- | -------------------------------------------------------- | -------------------------------------------------------- | -------------------------------------------------------- | -------------------------------------------------------- | -------------------------------------------------------- | -------------------------------------------------------- | -------------------------------------------------------- | -------------------------------------------------------- | -------------------------------------------------------- | -------------------------------------------------------- | -------------------------------------------------------- | -------------------------------------------------------- |
| Prosečan broj dnevnih časova                             | 10.0                                                     | 11.0                                                     | 12.0                                                     | 13.0                                                     | 14.0                                                     | 15.0                                                     | 14.0                                                     | 13.0                                                     | 12.0                                                     | 11.0                                                     | 10.0                                                     | 10.0                                                     | 12.1                                                     |
| Prosečni ultraljubičasti indeks                          | 3                                                        | 4                                                        | 6                                                        | 8                                                        | 9                                                        | 10                                                       | 10                                                       | 9                                                        | 8                                                        | 5                                                        | 3                                                        | 2                                                        | 6.4                                                      |
| Izvor: Atlas vremenskih prilika                          |                                                          |                                                          |                                                          |                                                          |                                                          |                                                          |                                                          |                                                          |                                                          |                                                          |                                                          |                                                          |                                                          |

## Zagađenje zraka
Grejt Smoki Mauntins National Park se smatra najzagađenijim nacionalnim parkom prema izveštaju Udruženja za konzervaciju nacionalnih parkova iz 2004. godine. Od 1999 do 2003, u parku je zabeleženo približno 150 dana sa nezdravim vazduhom, što je ekvivalent od oko jednog meseca nezdravog vazduha godišnje. Godine 2013, Državni univerzitet Kolorada je izvestio da je nakon usvajanja Zakona o čistom vazduhu u SAD iz 1970. i naknadne implementacije Programa kisele kiše došlo do „znatnog poboljšanja” kvaliteta vazduha u parku Grejt Smoki Mauntins od 1990 do 2010.

## Literatura
- Saferstein, Mark. 2004. Great Smoky Mountains. 22nd ed. American Parks Network.
- "Old-Time Smoky Mountain Music: 34 Historic Songs, Ballads, and Instrumentals Recorded in the Great Smoky Mountains by 'Song Catcher' Joseph S. Hall" (CD released by the Great Smoky Mountains Association, 2010).
- Campbell, Carlos Clinton (1960). Birth of a National Park in the Great Smoky Mountains. Knoxville, Tennessee: University of Tennessee Press. ISBN 978-0-87049-029-3 — преко Google Books.
- Cotham, Steve (март 2009). Postcards of America: Great Smoky Mountains National Park. Mount Pleasant, South Carolina: Arcadia Publishing. ISBN 978-0-7385-6854-6 — преко Google Books.
- Houk, Rose; Collier, Michael (1993). Great Smoky Mountains National Park: A Natural History Guide. Boston: Houghton Mifflin. ISBN 0-395-59920-2 — преко Google Books.
- Moore, Harry (1988). A Roadside Guide to the Geology of the Great Smoky Mountains National Park. Knoxville, Tennessee: University of Tennessee Press. ISBN 0-87049-558-5 — преко Google Books.
- Pierce, Daniel S. (2000). The Great Smokies: From Natural Habitat to National Park. Knoxville, Tennessee: University of Tennessee Press. ISBN 1-57233-079-1 — преко Google Books.
- Tilden, Freeman (1968). The National Parks. Ann Arbor, Michigan: University of Michigan Press — преко Google Books.

## Spoljašnje veze
- Fotografije pešačkih staza NP Grejt Smoki Mauntins
- https://maps.nps.gov/species/ Atlas of the Smokies] Архивирано 18 јануар 2022 на сајту  – NPS species location mapper
- https://earthobservatory.nasa.gov/images/3824/great-smoky-mountains-national-park Satellite image] at NASA Earth Observatory
- https://ams.confex.com/ams/26SLS/webprogram/Paper220492.html The Influence of Terrain during the 27 April 2011 Super Tornado Outbreak and 5 July 2012 Derecho around the Great Smoky Mountains National Park]
- Historic American Engineering Record (HAER) documentation, filed under Gatlinburg, Sevier County, TN:
  - HAER No. TN-35-A, "Great Smoky Mountains National Park Roads & Bridges, Newfound Gap Road", 38 photos, 2 color transparencies, 1 measured drawing, 88 data pages, 3 photo caption pages
  - HAER No. TN-35-B, "Great Smoky Mountains National Park Roads & Bridges, Clingmans Dome Road", 10 photos, 2 color transparencies, 22 data pages, 2 photo caption pages
  - HAER No. TN-35-C, "Great Smoky Mountains National Park Roads & Bridges, Little River Road", 19 photos, 29 data pages, 1 photo caption page
  - HAER No. TN-35-D, "Great Smoky Mountains National Park Roads & Bridges, Cades Cove Road & Laurel Creek Road", 28 photos, 1 measured drawing, 29 data pages, 2 photo caption pages
  - HAER No. TN-35-E, "Great Smoky Mountains National Park Roads & Bridges, Foothills Parkway", 17 photos, 1 color transparency, 34 data pages, 2 photo caption pages
  - HAER No. TN-35-F, "Great Smoky Mountains National Park Roads & Bridges, Cataloochee Valley Road", 9 photos, 18 data pages, 1 photo caption page
  - HAER No. TN-35-G, "Great Smoky Mountains National Park Roads & Bridges, Roaring Fork Motor Nature Trail", 17 photos, 1 measured drawing, 13 data pages, 1 photo caption page
  - HAER No. TN-35-H, "Great Smoky Mountains National Park Roads & Bridges, Big Creek Road", 5 photos, 8 data pages, 1 photo caption page
  - HAER No. TN-35-I, "Great Smoky Mountains National Park Roads & Bridges, Northshore Road", 9 photos, 19 data pages, 1 photo caption page
  - HAER No. TN-35-J, "Great Smoky Mountains National Park Roads & Bridges, Cosby Park Road", 3 photos, 8 data pages, 1 photo caption page
  - HAER No. TN-35-K, "Great Smoky Mountains National Park Roads & Bridges, Deep Creek Road", 3 photos, 10 data pages, 1 photo caption page
  - HAER No. TN-35-L, "Great Smoky Mountains National Park Roads & Bridges, Greenbrier Road", 2 photos, 10 data pages, 1 photo caption page
  - HAER No. TN-35-M, "Great Smoky Mountains National Park Roads & Bridges, Heintooga Round Bottom Road & Balsam Mountain Road", 7 photos, 14 data pages, 1 photo caption page
  - HAER No. TN-35-N, "Great Smoky Mountains National Park Roads & Bridges, Cataloochee Trail & Turnpike", 3 photos, 15 data pages, 1 photo caption page
  - HAER No. TN-35-O, "Great Smoky Mountains National Park Roads & Bridges, Rich Mountain Road", 4 photos, 1 photo caption page
  - HAER No. TN-35-P, "Great Smoky Mountains National Park Roads & Bridges, Elkmont Road", 3 photos, 1 photo caption page
  - HAER No. TN-35-Q, "Great Smoky Mountains National Park Roads & Bridges, The Loop Over Bridge", 3 photos, 1 measured drawing, 2 data pages, 1 photo caption page
  - HAER No. TN-35-R, "Great Smoky Mountains National Park Roads & Bridges, Smokemont Bridge", 2 photos, 1 measured drawing, 2 data pages, 1 photo caption page
  - HAER No. TN-35-S, "Great Smoky Mountains National Park Roads & Bridges, Elkmont Vehicle Bridge", 3 photos, 1 measured drawing, 2 data pages, 1 photo caption page
  - HAER No. TN-35-T, "Great Smoky Mountains National Park Roads & Bridges, Luten Bridges", 3 photos, 1 measured drawing, 2 data pages, 1 photo caption page